# Barbados na Letnich Igrzyskach Olimpijskich 1992
Barbados na Letnich Igrzyskach Olimpijskich 1992 reprezentowało 17 sportowców – 16 mężczyzn i 1 kobieta.

## Skład kadry

### Boks
Mężczyźni
- Christopher Henry
  - waga lekkopółśrednia – 9. miejsce

- Marcus Thomas
  - waga lekkośrednia – 17. miejsce

### Kolarstwo
Kolarstwo torowe
Mężczyźni
- Livingstone Alleyne
  - Sprint – odpadł w 3 rundzie eliminacji
  - 1000 m ze startu zatrzymanego – 24. miejsce

### Lekkoatletyka
Mężczyźni
- Henrico Atkins
  - Bieg na 100 m (odpadł w 2 rundzie eliminacji)
  - Bieg na 200 m (odpadł w 1 rundzie eliminacji)

- Seibert Straughn
  - Bieg na 400 m (odpadł w 2 rundzie eliminacji)

- Stevon Roberts
  - Bieg na 800 m (odpadł w 2 rundzie eliminacji)

- Leo Garnes
  - Bieg na 5000 m (odpadł w 1 rundzie eliminacji)

- Seibert Straughn
Stevon Roberts
Roger Jordan
Edsel Chase
  - Sztafeta 4 × 100 m – nie ukończyli

- Alvin Haynes
  - Trójskok w dal – 32. miejsce

Kobiety
- Prisca Phillip
  - Bieg na 100 m (odpadł w 1 rundzie eliminacji)
  - Bieg na 200 m (odpadł w 1 rundzie eliminacji)

### Strzelectwo
Mężczyźni
- Michael Maskell
  - Skeet – 25. miejsce

### Żeglarstwo
Mężczyźni
- Brian Talma
  - Windsurfer – 40. miejsce

- Andrew Burke
  - Klasa Finn – 26. miejsce

- David Staples
Jason Teller
Richard Hoad
  - Klasa Dragon – 22. miejsce